# Pim Dikkers
Willem (Pim) Dikkers, (Soerabaja, 6 mei 1918 – Capelle a/d IJssel, 29 november 1978) was een Nederlands acteur.

## Loopbaan
Pim Dikkers ving zijn toneelcarrière in 1946 aan. Hij kreeg toneellessen van Richard Flink.
Van 1947 tot 1956 was hij verbonden aan het Residentie Tooneel. Vervolgens speelde hij van 1956 tot 1963 bij het Rotterdams Toneel, van 1965 tot 1972 bij het Nieuw Rotterdams Toneel, van 1972 tot 1974 bij Globe en vanaf 1974 bij de Haagse Comedie. Hij speelde vele belangrijke rollen. Daartoe behoren de effectenmakelaar in De twaalf gezworenen van Reginald Rose, Horatio in  [Hamlet van William Shakespeare, Michael Ilwowitz Astrow in Oom Wanja van Anton Tsjechov en de commissaris in De Arrestatie van Jean Anouilh.
In de televisieserie Oorlogswinter (1975) speelde hij de rol van Ortskommandant.
Pim Dikkers was gehuwd met de actrice Lies Franken.

## Trivia
Dikkers verbleef als Kultuurkamer-weigeraar in 1943 enige tijd op Het Kervel in Hengelo. In het voorjaar 1944 woonde hij in een soort doorgangshuis aan de Ruurloseweg 18.